# ستانلي أرنولد
ستانلي أرنولد (بالإنجليزية: Stanley Arnold)‏ هو سياسي أمريكي، ولد في 22 سبتمبر 1903، وتوفي في 27 فبراير 1984. انتخب عضو مجلس ولاية كاليفورنيا.